# Mestizo del Cabo

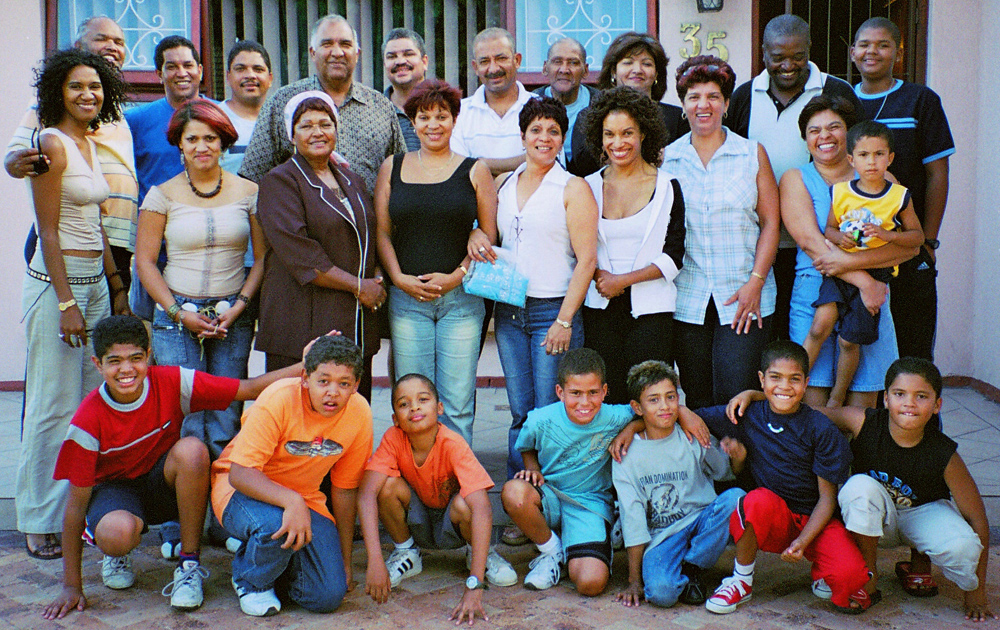
Foto de una familia extensa «coloured» de Sudáfrica. Ciudad de El Cabo, 2000.

En África Austral, los mestizos del Cabo (en afrikáans: Kaapse Kleurling, en inglés: Cape Coloured) son como se conoce a un grupo étnico compuesto principalmente por personas mestizas. Aunque los mestizos del Cabo constituyen un grupo minoritario en Sudáfrica, son la población predominante en la provincia occidental del Cabo.
Generalmente son bilingües, aunque algunos solo hablan afrikáans y otros básicamente hablan inglés. Algunos mestizos del Cabo pueden utilizar la alternancia de códigos dando lugar a un habla mezclada de afrikáans entreverado de inglés llamado Kaapse Afrikaans (afrikáans del Cabo). Bajo el régimen del apartheid, los mestizos del Cabo fueron clasificados como un subconjunto dentro del grupo más general de los «coloured» (mestizos).
Al menos un estudio genético indica que los mestizos del Cabo poseen ancestros de los siguientes grupos étnicos:
- Joisán: (32 - 43 %)
- Africanos de habla bantú: (20 - 36 %)
- Grupos étnicos europeos: (21 - 28 %)
- Pueblos asiáticos: (9 - 11 %)

## Orígenes e historia
Los mestizos del Cabo son un grupo étnico sudafricano heterogéneo vinculado a diversos ancestros. Entre dichos ancestros se encuentran los colonos europeos, los pueblos indígenas joisán y xhosa, así como esclavos importados de las Indias Orientales Neerlandesas (o la combinación de todo lo mencionado). Los colonos holandeses también llevaron al Cabo a gente de la India y de las islas del océano Índico, vendiéndolos como esclavos. A los esclavos de la India les imponían sistemáticamente nombres cristianos pero sus lugares de procedencia quedaban inscritos en los registros de venta y en otros documentos, así que es posible formarse una idea general de la proporción de esclavos provenientes de cada región. Dichos esclavos, no obstante, se dispersaban y perdían su identidad cultural de la India con el paso del tiempo. Se llevaron esclavos malayos y de otros orígenes ancestrales desde la India, Indonesia, Malasia, Madagascar y Mozambique. Una colección tan diversa de pueblos acabaría siendo clasificada como un único grupo bajo el régimen del apartheid.
Bajo el apartheid, bajo la Population Registration Act (Ley de Registro de Población), el término Mestizo del Cabo (Cape Coloured) vino a referirse a un subgrupo de sudafricanos mestizos (Coloureds) donde la burocracia empleó criterios muy subjetivos a la hora de determinar si una persona era un mestizo del Cabo o pertenecía a algún otro subgrupo parecido, como el de los «Malayos del Cabo» (Cape Malays) o a la categoría de «otros mestizos» (Other Coloureds).

## Mestizos del Cabo en los medios de comunicación
Un grupo de mestizos del Cabo fueron entrevistados en la serie documental sobre bandas violentas Ross Kemp on Gangs. Uno de los miembros de la banda que participaba en la entrevista mencionó que los sudafricanos negros habrían sido los principales beneficiados de las iniciativas sociales promovidas por el estado sudafricano y que una vez más se había marginado a los mestizos del Cabo.
La laureada película I'm not black, I'm coloured - Identity crisis at the Cape of Good Hope (No soy negro, soy mestizo: crisis de identidad en el Cabo de Buena Esperanza) es uno de los primeros documentales en abordar la herencia del apartheid desde el punto de vista de la comunidad de los mestizos del Cabo. Se incluyen entrevistas con ancianos, pastores, parlamentarios, estudiantes y gente corriente que lucha por hallar su identidad en la nueva Sudáfrica.

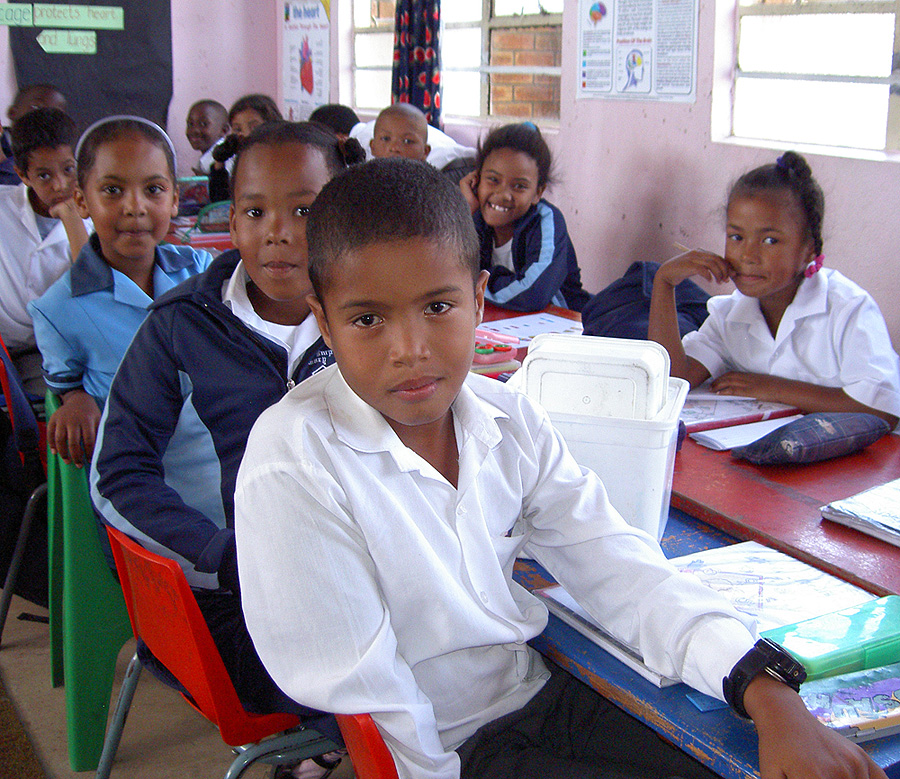
Escolares mestizos del Cabo en Mitchell's Plain

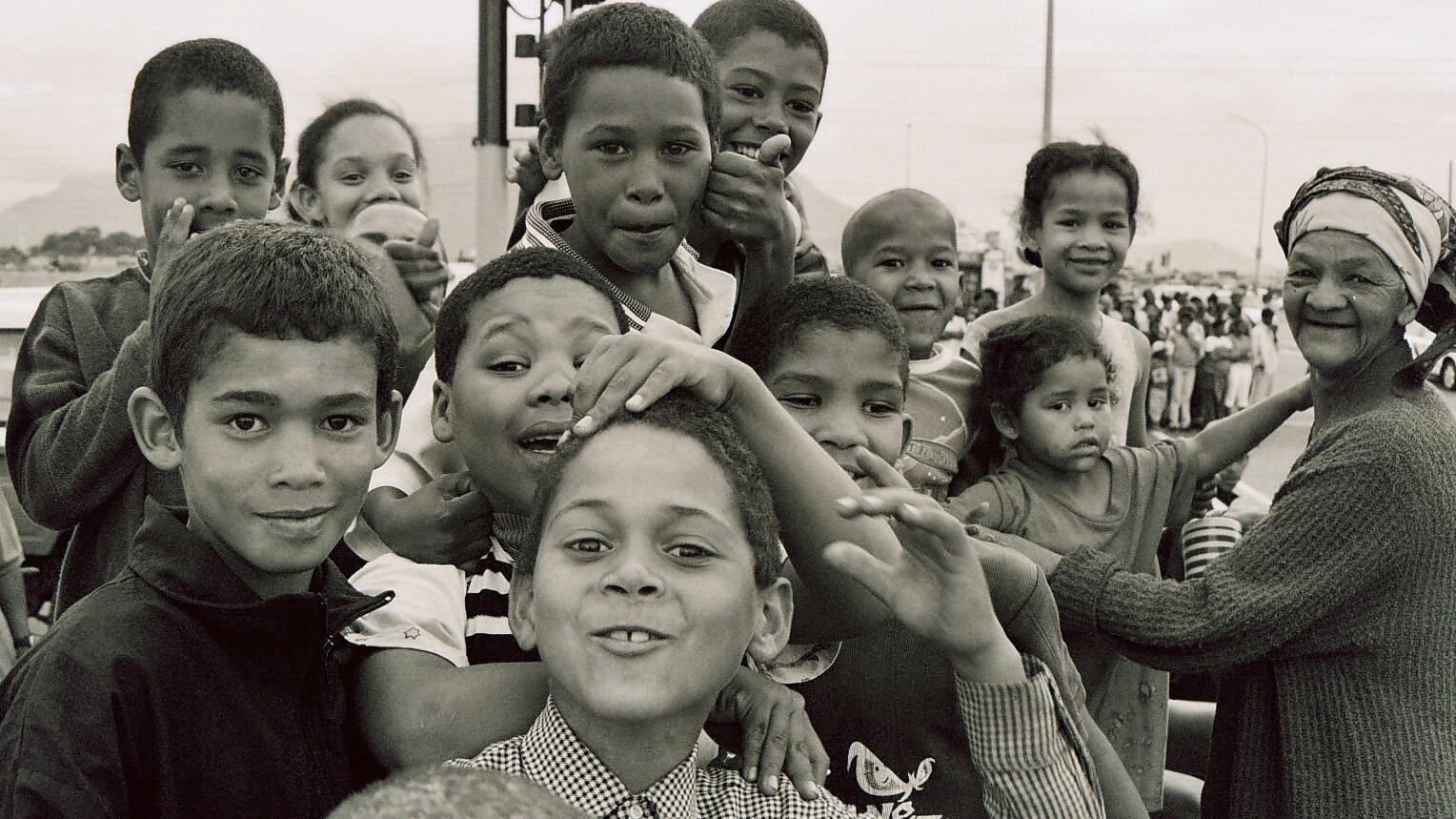
Niños mestizos del Cabo en Bontheuwel (Ciudad del Cabo, Sudáfrica)

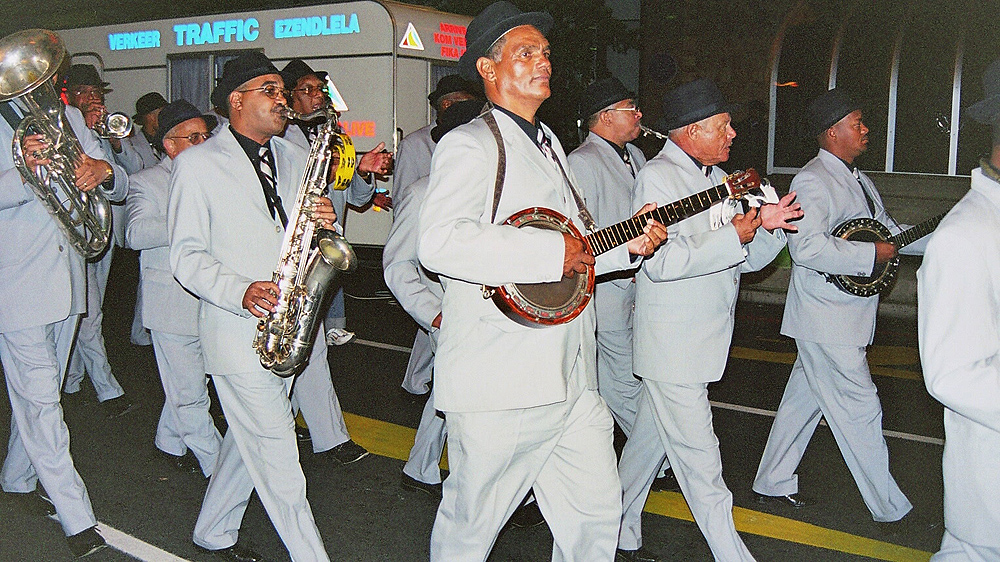
Las Christmas Bands (comparsas navideñas) de Ciudad del Cabo son una tradición cultural de los mestizos del Cabo

## Terminología
El término «coloured» (mestizo) se considera una forma neutra de clasificar a poblaciones de orígenes ancestrales híbridos en el contexto de África austral. En países occidentales como los Estados Unidos el mismo término se considera ofensivo, prefiriéndose la expresión «person of color» (persona de color). Conviene tener en cuenta que dicho término viene a querer decir cualquier persona no blanca, en vez de persona de raza mezclada o mestiza, en cuyo caso se aplica el término «multirracial». «Coloured» también puede resultar ofensivo en otros países occidentales, como el Reino Unido.

### Políticos
- Tony Ehrenreich, sindicalista sudafricano.
- Trevor Manuel, exministro de Finanzas, actualmente Jefe de la National Planning Commission of South Africa.
- Patricia de Lille, exdirigente del Congreso Panafricanista de Azania y posteriormente de los demócratas independientes. Actualmente alcalde por Alianza Democrática de Ciudad del Cabo.
- Gerald Morkel, ex premier de Western Cape.
- Dan Plato, Ministro de seguridad de Western Cape.
- Percy Sonn, expresidente del International Cricket Council.
- Adam Small activista político, poeta y escritor.
- Allan Boesak (activista político y clérigo).
- Dulcie September, activista Político.
- Neville Alexander activista político, pedagogo y profesor universitario.
- Zainunnisa Gool, activista política sudafricana y concejala en el Ayuntamiento de Ciudad del Cabo.
- James Arnold La Guma, sindicalista y activista político.
- John Gomas sindicalista y político.
- Alex La Guma, novelista y dirigente del una organización de personas mestizas: South African Coloured People's Organisation

### Artistas y escritores
- Athol Williams, poeta, escritor, estudioso, filósofo social
- AKA, artista hip hop
- Richard van der Ross, profesor, político, periodista
- Gavin Jantjies, pintor
- Garth Erasmus, artista
- Grant Jurius, artista
- Tyrone Appollis, académico
- Willie Bester
- Peter Clarke
- Mustafa Maluka
- Tracey Rose
- Adam Small, escritor
- Peter Abrahams, escritor
- Robin Rhode
- James Matthews, escritor
- Oliver Hermanus, escritor,Director
- Richard Moore Rive, escritor
- Chris Van Wyk, escritor
- Rozena Maart, escritor
- Phillippa Yaa De Villiers, escritora y artista
- Dennis Brutus, periodista, poeta, activista
- Arthur Nortje, Poeta
- Zoë Wicomb, escritora
- Dr. Don Mattera

### Reinas de belleza
- Amy Kleinhans, Miss Sudáfrica 1992 y la primera Miss Sudáfrica no blanca.
- Jo-Ann Strauss, Miss Sudáfrica 2000, comunicadora y empresaria.
- Tansey Coetzee, Miss Sudáfrica 2007
- Tatum Keshwar, Miss Sudáfrica 2008
- Liesl Laurie, Miss Sudáfrica 2015

### Deporte
- JP Duminy

#### Hockey
- Gary Dolley
- Ignatius Malgraff
- Ilse Davids
- Quanita Bobbs

#### Ajedrez
- Kenny Solomon, primer gran maestro sudafricano de ajedrez

#### Atletismo
- Sergio Mullins, esprínter en la olimpiada 2008
- Shaun Abrahams, corredor de los 800 metros
- Geraldine Pillay, olimpista en 2004, medallista en los juegos de la Commonwealth
- Donovan Wright, corredor de maratón
- Leigh Julius, olimpista en 2004
- Shaun Vester, esprínter
- Wayde Van Niekerk, esprínter de pista y campo
- Cornel Fredericks, esprínter de pista y campo

#### Críquet
- Paul Adams
- Vincent Barnes
- Albahaca D'Oliveira
- Damian D'Oliveira
- JP Duminy
- Herschelle Gibbs
- Omar Henry
- Garnett Kruger
- Charl Langeveldt
- Ashwell Prince
- Robin Peterson
- Wayne Parnell
- Henry Davids
- Roger Telemachus
- Alviro Petersen
- Vernon Philander
- Beuran Hendricks
- Reeza Hendricks

#### Rugbi
- Bryan Habana
- Breyton Paulse
- Adrian Jacobs
- Conrad Jantjes
- Ashwin Willemse
- Ricky Januarie
- Gio Aplon
- Bolla Conradie
- Peter de Villiers
- Chester Williams
- Ashley Johnson
- Earl Rose
- Juan de Jongh
- Elton Jantjies
- Lionel Mapoe
- Errol Tobias
- Harold Otto Kruger
- Cheslin Kolbe
- Kurt Coleman
- Dillyn Leyds
- Cornal Hendricks

#### Fútbol
- Benni McCarthy
- Mark Williams
- Shaun Bartlett
- Andre Arendse
- Delron Buckley
- Quinton Fortune
- Lance Davids
- Nasief Morris
- Leroy Maluka
- Steven Pienaar
- Moeneeb Josephs
- Stanton Lewis
- Daylon Claasen

### Tenis
- Raven Klaasen
- Yvette Pietersen from Stellenbosch

### Espectáculo
- AKA, artista de hip hop
- Kim Engelbrecht, Actriz, Dominion, Isidingo
- Kandyse McClure, Actriz, Battlestar Galactica (2004 serie de televisión)
- Ncane, artista de hip hop.
- Quanita Adams, Actriz
- Jonathan Butler, músico de jazz.
- Trevor Jones, compositor de bandas sonoras de origen sudafricano.
- Meryl Cassie, actriz de la serie de televisión The Tribe.
- Lesley-Ann Brandt, actriz de la serie de televisión Spartacus: Blood and Sand.
- Jean Grae, artista hip hop.
- Kurt Schoonraad, humorista.
- Clint Brink, Actor
- Soli Philander, presentador y locutor radiofónico.
- Marc Lottering, humorista.
- Jenny Powell, presentador televisivo.
- Jeremy Friedricks, comentarista de criquet y presentador.
- Irshaad Ally, Actor, presentador televisivo.
- Sathima Bea Benjamin, cantante de Jazz y compositor, activista.
- Natalie Becker, Actriz
- Jimmy Nevis, Músico
- Carmel Fisher, Actriz
- Denise Newman, Actriz
- Vincent Ebrahim, Actor
- Vinette Ebrahim, Actriz
- Mark Fransman, intérprete y compositor
- Robbie Jansen, músico
- Tony Schilder, pianista y compositor
- Paul Hanmer, pianista y compositor
- Kyle Shepherd, músico de Jazz